# Gilles Godefroy
Gilles Godefroy (1953-) est un mathématicien français. Chercheur au CNRS, ses recherches portent notamment sur l'analyse fonctionnelle. Il est aussi l'auteur de livres de vulgarisation mathématique.

## Biographie
Gilles Godefroy est un ancien élève de l'ENS Ulm. En 1976, élève de Gustave Choquet, il obtient son doctorat sur l'analyse fonctionnelle et devient chercheur au CNRS. On lui doit de nombreuses publications sur les espaces de Banach.
Il est jusqu'à sa retraite directeur de recherches au CNRS et membre du directoire de la recherche de l'université Pierre-et-Marie-Curie (Paris VI).

## Publications
- Applications des topologies faibles et préfaibles à l'étude des espaces de Banach, 1981.
- Some topological and geometrical structures in Banach spaces, avec Nassif Ghoussoub et Bernard Maurey, Providence, American Mathematical Society, 1987.
- Some natural families of M-ideals, avec Daniel Li, Orsay, France, Université Paris-Sud, Département de mathématiques, 1988.
- Some applications of geometry of Banach spaces to harmonic analysis, avec Françoise Lust-Piquard, Orsay, France, Université Paris-Sud, Département de mathématiques, 1990.
- Smoothness and renormings in Banach spaces, avec Robert Deville et Vaclav Zizler, Harlow, Essex, England, Longman Scientific & Technical, 1993.
- Strictly convex functions on compact convex sets and their use, avec Daniel Li, Orsay, France, Université Paris-Sud, Département de mathématiques, 1995.
- L'Aventure des nombres, Éditions Odile Jacob, 1997, traduction en anglais: The adventure of numbers, traduit par Leslie Kay, Providence, American Mathematical Society, 2004.
- Leçons de mathématiques d'aujourd'hui Volume 2, avec Jean-Yves Girard et Gérald Tenenbaum, présentées par Éric Charpentier, Laurent Habsieger et Nicolaï Nikolski, organisées par l'École doctorale de mathématiques et informatique de Bordeaux, Paris, Éditions Cassini, 2003.
- Les mathématiques mode d'emploi, Odile Jacob, 2011[3],[4].
- Maths : 1350 cm3 d'exercices corrigés pour la licence 1, avec Christine Amory, Françoise Bastin et Jacqueline Crasborn, Paris, Dunod, 2019.
- Introduction aux méthodes de Baire, Éditions Calvage & Mounet, Paris, 2022.